# Casa de Portugal em Macau
El Casa de Portugal em Macau es un equipo de fútbol de Macao que juega actualmente en la Liga de Elite, la máxima categoría del fútbol en Macao desde que ganó en 2014 la Segunda División de Macao.

## Palmarés
- Segunda División de Macao (1): 2014